# Molossops temminckii
Molossops temminckii is een zoogdier uit de familie van de bulvleermuizen (Molossidae). De wetenschappelijke naam van de soort werd voor het eerst geldig gepubliceerd door Burmeister in 1854.